# さんばん
株式会社さんばん（英名: sanban,inc.)略称: さんばんINCは、テレビ番組の制作を中心にマルチメディアで映像ソフトを制作・プロデュースする制作プロダクションである。2002年に創立。

## 会社所在地
- 東京都渋谷区道玄坂2−15−1　ノア道玄坂